# Grand Prix Modeny
Grand Prix Modeny, oficj. Gran Premio di Modena – wyścig samochodowy, odbywający się w latach 1934-1936,  1952-1953, 1957, 1961 w Modenie. Po 1950 roku nie był wliczany do klasyfikacji Formuły 1.

## Zwycięzcy
| Rok       | Zwycięzca          | Samochód       | Tor            | Wyniki         |
| --------- | ------------------ | -------------- | -------------- | -------------- |
| 1934      | Tazio Nuvolari     | Maserati       | Modena         | Wyniki         |
| 1935      | Tazio Nuvolari     | Alfa Romeo     | Modena         | Wyniki         |
| 1936      | Tazio Nuvolari     | Alfa Romeo     | Modena         | Wyniki         |
| 1937–1951 | Nie rozgrywano     | Nie rozgrywano | Nie rozgrywano | Nie rozgrywano |
| 1952      | Luigi Villoresi    | Ferrari        | Modena         | Wyniki         |
| 1953      | Juan Manuel Fangio | Maserati       | Modena         | Wyniki         |
| 1954–1956 | Nie rozgrywano     | Nie rozgrywano | Nie rozgrywano | Nie rozgrywano |
| 1957      | Jean Behra         | Maserati       | Modena         | Wyniki         |
| 1957–1960 | Nie rozgrywano     | Nie rozgrywano | Nie rozgrywano | Nie rozgrywano |
| 1961      | Stirling Moss      | Lotus-Climax   | Modena         | Wyniki         |